# Pirimikarb
Pirimikarb (též pirimicarb; systematický název (2-dimethylamino-5,6-dimethylpyrimidin-4-yl) N,N-dimethylkarbamát) je karbamátový insekticid používaný k hubení mšic na obilí, ovoci, zelenině a dalších rostlinách. Podobně jako další karbamáty účinkují reverzibilní inhibicí acetylcholinesterázy. Na českém trhu se prodává v podobě přípravku Pirimor pro použití v zemědělství.
Směrnice Evropské komise 2006/39/ES používání pirimikarbu výrazně omezila.